# Лекосанді
Лекосанді (груз. ლეკოსანდი) — село в Грузії.
За даними перепису населення 2014 року в селі проживає 59 особа.